# Dicrolene mesogramma
Dicrolene mesogramma är en fiskart som beskrevs av Shcherbachev, 1980. Dicrolene mesogramma ingår i släktet Dicrolene och familjen Ophidiidae. Inga underarter finns listade i Catalogue of Life.